# Hofors socken
Hofors socken i Gästrikland ingår sedan 1971 i Hofors kommun och motsvarar från 2016 Hofors distrikt.
Socknens areal är 116,25 kvadratkilometer,varv 102,90 land. År 2000 fanns här 7 967 invånare. Tätorten och kyrkbyn Hofors med Hofors kyrka ligger i denna socken. 

## Administrativ historik
Hofors församling bildades 1911 genom en utbrytning ur Torsåkers församling. Hofors landskommun bildades 1925 genom en utbrytning ur Torsåkers landskommun. Landskommunen ingår sedan 1971 i Hofors kommun.
Någon separat jordebokssocken skapades aldrig, utan fastighetsmässigt kvarstod området i Torsåkers socken. 
1 januari 2016 inrättades distriktet Hofors, med samma omfattning som församlingen hade 1999/2000.
Socknen har tillhört fögderier, tingslag och domsagor enligt vad som beskrivs i artikeln Gästrikland.

## Geografi
Hofors socken ligger med Hoån och sjön Hyen i nordväst. Socknen har bergig skogsbygd.

## Namnet
Namnet (1549 Hoffotrs) kommer från en hytta ursprungligen namnet på en fors i Hoån, där förleden ho tolkas 'ränna'.

## Befolkningsutveckling
| Befolkningsutvecklingen i Hofors socken 1910–1990 | Befolkningsutvecklingen i Hofors socken 1910–1990 | Befolkningsutvecklingen i Hofors socken 1910–1990 | Befolkningsutvecklingen i Hofors socken 1910–1990 | Befolkningsutvecklingen i Hofors socken 1910–1990 |
| --- | ------------------------------------------------- | ------------------------------------------------- | ------------------------------------------------- | ------------------------------------------------- |
| |                                                   |                                                   |                                                   |                                                   |
| År |                                                   |                                                   | Folkmängd                                         |                                                   |
| 1910 | 1910                                              |                                                   | 3 147                                             |                                                   |
| 1920 | 1920                                              |                                                   | 3 950                                             |                                                   |
| 1930 | 1930                                              |                                                   | 5 385                                             |                                                   |
| 1940 | 1940                                              |                                                   | 7 491                                             |                                                   |
| 1950 | 1950                                              |                                                   | 9 332                                             |                                                   |
| 1960 | 1960                                              |                                                   | 11 662                                            |                                                   |
| 1970 | 1970                                              |                                                   | 12 825                                            |                                                   |
| 1980 | 1980                                              |                                                   | 10 395                                            |                                                   |
| 1990 | 1990                                              |                                                   | 9 219                                             |                                                   |
| Anm: Siffran för 1910 är från när Hofors fortfarande var en del av Torsåkers församling och socken. Källor: Demografiska databasen, CEDAR, Umeå universitet. |                                                   |                                                   |                                                   |                                                   |